# Hanskurt Brand
Hanskurt Brand (* 12. Februar 1966 in Gstaad) ist ein ehemaliger Schweizer Radrennfahrer.
1996 belegte Hanskurt Brand bei den Schweizer Meisterschaften mit seinem Team Platz drei in der Mannschaftsverfolgung. 1997 wurde er Schweizer Meister in der Einerverfolgung. Anschliessend konzentrierte er sich hauptsächlich auf Steherrennen. In dieser Disziplin wurde er 1998 Europameister hinter dem Schrittmacher René Aebi, nachdem er im Jahr zuvor Zweiter geworden war. 1999 und 2000 wurde er mit Aebi Schweizer Meister der Steher. Das Goldene Rad von Erfurt gewann er 1997, 1998 und 2000. 1998 gewann er das klassische Meeting «Weltpokal der Steher» in Dortmund. 2000 gewann er den Großen Preis der Stadt Leipzig im Steherrennen. 2001 beendete er seine Radsport-Karriere.

## Teams
1998–1999
- Die Continentale-Olympia

2000–2001
- Team Coast